# 1960年ローマオリンピックのポーランド選手団
1960年ローマオリンピックのポーランド選手団（1960ねんローマオリンピックのポーランドせんしゅだん）は、1960年8月25日から9月11日にかけてイタリアの首都ローマで開催された1960年ローマオリンピックのポーランド選手団、およびその競技結果。

## 概要
今大会は金メダル4個、銀メダル6個、銅メダル11個の合計21個のメダルを獲得した。

## メダル
| メダル | 選手名                                                                                  | 競技 | 種目             |
| ------ | --------------------------------------------------------------------------------------- | ---- | ---------------- |
| 金     | ズジスワフ・クジュシュコヴィアク                                                        | 陸上 | 男子3000m障害    |
| 金     | ヨゼフ・シュミット                                                                      | 陸上 | 男子三段跳       |
| 銀     | ヤロスラワ・ヨジアコフスカ                                                              | 陸上 | 女子走高跳       |
| 銀     | エルジュビェタ・クシェシンスカ                                                          | 陸上 | 女子走幅跳       |
| 銅     | カジミェシュ・ジムヌィ                                                                  | 陸上 | 男子5000m        |
| 銅     | タデウス・ルット                                                                        | 陸上 | 男子ハンマー投   |
| 銅     | テレサ・チェプラ バルバラ・ヤニシェフスカ ツェリーナ・イェショノフスカ ハリナ・リヒター | 陸上 | 女子4×100mリレー |